# Scawton
Scawton är en by i civil parish Old Byland and Scawton, i kommunen North Yorkshire, i grevskapet North Yorkshire, i England. Byn är belägen 12 km från Thirsk. Scawton var en civil parish fram till 1986 när blev den en del av Old Byland and Scawton. Civil parish hade 84 invånare år 1961. Byn nämndes i Domedagsboken (Domesday Book) år 1086, och kallades då Scaltun/Scaltune.